# Pierre Labarthe (administrateur)
Pour les articles homonymes, voir Labarthe.
Pierre Labarthe est un administrateur français, né le 9 juin 1760 à Dax (Landes) et décédé le 6 juin 1824 à Paris.

## Biographie
Après des études de droit à Bordeaux, il entra dans l'administration, d'abord comme secrétaire de l'intendant général des colonies, de Vaivre, puis comme fonctionnaire des affaires coloniales. Ses capacités lui valurent un avancement rapide. En 1794, il fut nommé chef du bureau des colonies orientales et des côtes d'Afrique au ministère de la Marine. Menacé de cécité, il demanda sa retraite en 1808.

## Publications
Grâce aux informations accumulées pendant qu'il dirigeait les affaires coloniales, il écrivit divers ouvrages, pour la plupart sur les possessions françaises outre-mer :
- 1796 : Essai sur l'étude de la législation de la marine, tant ancienne que moderne, Paris, 1796.
- 1799 : Annales maritimes et coloniales, Paris, 1799.
- 1802 : Voyage au Sénégal pendant les années 1784-1785, d'après les mémoires de Lafitte, ancien officier de marine, Paris, Dentu, 1802.
- 1803 : Voyage à la Côte de Guinée, ou Description des côtes d'Afrique, depuis le cap Tagrin jusqu'au cap de Lopez-Gonzalves, Paris, Debray, 1803.
- 1815 : Harmonies maritimes et coloniales, Paris, Didot jeune, 1815.
- 1818 : Intérêts de la France dans l'Inde, Paris, 1818.
- Plusieurs articles dans les Annales maritimes et coloniales.